# Antoni Pous i Argila
Antoni Pous i Argila (Manlleu, Osona, 21 de juny del 1932 - Barcelona, Barcelonès, 6 d'agost del 1976), va ser un poeta i traductor, activista cultural i home de lletres català.
Va estudiar Teologia i fou ordenat sacerdot el 1956. L'any 1964 va anar a Tübingen per acabar els estudis de filologia. Paral·lelament a la seva obra poètica, va ser fundador del Grup Lacetània, dels Quaderns Lacetània i de les revistes Textos i Reduccions. Mantingué relació amb un grup de poetes de l'època i concretament cal citar l'intercanvi epistolar amb Carles Riba.
Obres
- El nou bon sempre seguit del desconhort a Jaume Urgell (1974), que inclou els reculls El nou bon sempre, El desconhort a Jaume d'Urgell i Rims dels verbs irregulars, il·lustrat per Jordi Sarrate
- Antologia de la poesia igualadina (1963)
- Art i literatura, traducció d'assaigs de Walter Benjamin[3]